# Euphyia obvallata
Euphyia obvallata är en fjärilsart som beskrevs av Lederer 1871. Euphyia obvallata ingår i släktet Euphyia och familjen mätare. Inga underarter finns listade i Catalogue of Life.